# Yvette Petit
Pour les articles homonymes, voir Petit.
Yvette Petit, née le 22 octobre 1937 à Dieppe (Seine-Inférieure), et morte le 3 août 2019 à Louveciennes (Yvelines), est une actrice française.

## Filmographie sélective

### Cinéma
- 2018 : La Fête des mères de Marie-Castille Mention-Schaar : La mère de Max
- 2015 : Journal d'une femme de chambre de Benoît Jacquot : Madame Gouin
- 2013 : De toutes nos forces de Nils Tavernier : Mme Blanchard
- 2012 : Ma première fois de Marie-Castille Mention-Schaar : Mamé
- 2007 : Michou d'Auber de Thomas Gilou : mère de Gisèle
- 2006 : La Science des rêves de Michel Gondry : Ivana
- 2000 : On fait comme on a dit de Philippe Bérenger : Marthe
- 1995 : L'Amour conjugal de Benoît Barbier : Madame Gaillac
- 1993 : Germinal de Claude Berri : Veuve Désir
- 1991 : Mayrig de Henri Verneuil
- 1990 : La Discrète de Christian Vincent : La boulangère
- 1990 : Je t'ai dans la peau de Jean-Pierre Thorn : Jacqueline
- 1987 : Le Cri du hibou de Claude Chabrol : la voisine
- 1987 : Miss Mona de Mehdi Charef : Étienne
- 1986 : Twist again à Moscou de Jean-Marie Poiré : Irina
- 1986 : Paulette, la pauvre petite milliardaire de Claude Confortès
- 1984 : Vive les femmes ! de Claude Confortès : la patronne du bistrot
- 1982 : Le Retour de Martin Guerre de Daniel Vigne
- 1981 : Le Maître d'école de Claude Berri : Germaine
- 1981 : Le Roi des cons de Claude Confortès

### Télévision
- 2015-2016 : Plus belle la vie - (séries TV) : Madame Vescovi
- 2014 : Section de recherches -  Saison 8 : épisode 9 : Cyrano (séries TV) : Jeanne Bréand
- 2013 : Le Jour où tout a basculé - épisode #4.12 :  Des voisins compromettants (Le braqueur) (séries TV) : Fernande
- 2013 : Vogue la vie, téléfilm de Claire de la Rochefoucauld : Ivana
- 2013 : Détectives - épisode #1.7 : Les évaporés de Lorenzo Gabriele : Julia
- 1999 : Maigret - épisode #1.29 : Madame Quatre et ses enfants de Philippe Bérenger : Raymonde
- 1998 : Avocats et Associés - épisode #1.2 : Prise dans la toile de Philippe Triboit : Suzanne
- 1988 : Les Cinq Dernières Minutes - épisode #3.53 Le Fantôme de la Villette de Roger Pigaut : la concierge
- 1984 : Messieurs les jurés - épisode 40 : L'affaire Cerilly : Solange Neubourg
- 1982 : Marcheloup - l'épisode pilote : Mérange
- 1981 : Les Héritiers - épisode unitaire : Sylviane de Roger Pigaut : Mme Lanion
- 1975 : Monsieur Barnett, téléfilm de Josée Dayan : la manucure

## Doublage

### Cinéma

#### Films
- 2002 : Devdas : Kaushalya Mukherjee (Smita Jaykar)
- 2006 : Marie-Antoinette : Marie-Thérèse d'Autriche (Marianne Faithfull)
- 2008 : Yes Man : Tillie (Fionnula Flanagan)
- 2010 : Tamara Drewe : Lucetta (Cheryl Campbell)
- 2011 : Extrêmement fort et incroyablement près : La grand-mère d'Oskar (Zoe Caldwell)
- 2012 : Reality : Tante Nunzia (Nunzia Schiano)
- 2013 : Philomena : Sœur Hildegarde (Barbara Jefford)
- 2014 : Jimmy's Hall : Alice (Aileen Henry)
- 2014 : Nebraska : Kate Grant (June Squibb)
- 2015 : Les Ardennes : Mariette (Viviane De Muynck)
- 2015 : Mad Max: Fury Road : La gardienne des graines (Melissa Jaffer)
- 2016 : Une histoire d'amour et de ténèbres : Grand-mère Klausner (Dina Doron)
- 2016 : Miss Peregrine et les Enfants particuliers : Miss Esmeralda Avocette (Judi Dench)
- 2018 : Solo: A Star Wars Story : Lady Proxima (Linda Hunt)

### Télévision
- 2008 : Le Choix de Jane : Mrs. Austen (Phyllida Law) (téléfilm)
- 2009 : Rescue Me : Les Héros du 11 septembre : Lenora White (Barbara Andres) (1 épisode)
- 2009 : Heroes : Dr. Coolidge (Louise Fletcher) (2 épisodes)
- 2010 : Inga Lindström : Babro Lilienstiel (Irm Hermann) (1 épisode)
- 2013 : Super Fun Night : Lydia Quinn (Mo Gaffney) (1 épisode)
- 2015 : Black Work : Moira (Ruth Evans) (mini-série)
- 2015 : Main basse sur Pepys Road : Petunia (Gemma Jones) (mini-série)
- 2016 : Veep : Judy Sherman (K Callan) (3 épisodes)